# トーク・トゥ・ハー
『トーク・トゥ・ハー』（原題：Hable con ella, 英題：Talk to Her）は、2002年のスペインのコメディドラマ映画。監督・脚本はペドロ・アルモドバル、出演はハビエル・カマラとダリオ・グランディネッティなど。それぞれに愛する女性が昏睡状態にある2人の男性の姿を通して愛の奇跡を切なく描いている。
第75回アカデミー賞でペドロ・アルモドバルが脚本賞を受賞している。

## ストーリー
ジャーナリストのマルコは、女闘牛士のリディアに惹かれ、取材を通して交際が始まり、恋人のような関係になる。ある日、リディアが闘牛の突進を避けられずに重傷を負って昏睡状態に陥り、医師から回復は見込めないと言われ、マルコは悲痛な思いでリディアに付き添う。
一方、長い間母親を介護し看取ったベニグノは、自宅向かいのバレエ教室の生徒アリシアに惹かれ、後をつけて精神科医院である自宅を突き止める。そのアリシアが交通事故に遭って昏睡状態になり、世話をする看護師として父親に雇われたベニグノは、以来4年に渡り、日々の出来事を彼女に話し聞かせながら献身的に世話をしている。
このように、昏睡状態の女性の世話をする同じ境遇から、マルコとベニグノは偶然に知り合い親しくなるが、ある時、病室にリディアの元恋人が現れ、事故が起きる以前に二人がよりを戻していたと知ったマルコは、これ以上そばにいられないと思い旅に出る。
一方のベニグノはアリシアとの結婚を考えていて、そんな中、「体が縮み続けて愛する女性の性器に入る男」を内容としたサイレント映画に刺激を受ける。
やがて、生理がないことでアリシアの妊娠が発覚し、最後の生理日を偽って記載したベニグノが疑われ、レイプ犯として逮捕され収監される。
８か月後、海外にいたマルコは新聞でリディアの死を知り、病院に入れた電話でベニグノが投獄されていると聞いて刑務所に向かう。
面会でマルコはベニグノから、出産したはずのアリシアの様子が知りたいと懇願され、マルコはベニグノの部屋から向かいのバレエ教室を眺め、杖を使いながらも歩けるようになったアリシアの姿を見て驚く。
弁護士から子どもは死産だったと聞かされ、精神的に不安定なベニグノにアリシアの回復を伏せるよう口止めされたマルコは、彼女は昏睡状態のままだと伝える。翌朝、ベニグノからの留守電メッセージを聞いてマルコが刑務所に駆け付けると、マルコ宛てに「アリシアと同じ世界に行く」という手紙を残して彼は命を絶っていた。
ある晩、舞踏家の公演を観に行ったマルコは、幕間の休憩でアリシアから偶然に話しかけられ、初対面を装って話した。

## キャスト
※括弧内の日本語名はDVDの日本語吹替を担当した声優
- ベニグノ・マルティン: ハビエル・カマラ（松本保典） - 純真な青年看護師。
- マルコ・スルアガ: ダリオ・グランディネッティ（山路和弘） - ライター。
- アリシア: レオノール・ワトリング（魏涼子） - バレリーナ。交通事故で昏睡状態に。
- リディア・ゴンサレス: ロサリオ・フローレス（スペイン語版）（高乃麗） - 女性闘牛士。マルコの恋人。競技中の事故で昏睡状態に。
- カテリナ: ジェラルディン・チャップリン - アリシアのバレエの師。
- 劇中の映画『縮みゆく恋人』のヒロイン: パス・ベガ

ドイツの舞踏家であるピナ・バウシュとブラジル音楽界のトップスターであるカエターノ・ヴェローゾが、それぞれダンサー役と歌手役で特別出演している。

## スタッフ
- 監督・脚本：ペドロ・アルモドバル
- 製作総指揮/製作：アグスティン・アルモドバル（スペイン語版）
- 製作：エステル・ガルシア（スペイン語版）
- 撮影監督：ハビエル・アギーレサロベ
- 音楽：アルベルト・イグレシアス
- 編集：ホセ・サルセド（スペイン語版）
- 美術：アンチョン・ゴメス
- 衣装：ソニア・グラン

## 作品の評価

### 映画批評家によるレビュー
Rotten Tomatoesによれば、批評家の一致した見解は「ペドロ・アルモドバルからのもう1つの見事な、思いやりのある作品」であり、135件の評論のうち高評価は91%にあたる123件で、平均点は10点満点中8.1点となっている。
Metacriticによれば、34件の評論のうち、高評価は31件、賛否混在は3件、低評価はなく、平均点は100点満点中86点となっている。

### 受賞歴
| 賞                         | 部門             | 対象                     | 結果       |
| -------------------------- | ---------------- | ------------------------ | ---------- |
| 第75回アカデミー賞         | 監督賞           | ペドロ・アルモドバル     | ノミネート |
| 第75回アカデミー賞         | 脚本賞           | ペドロ・アルモドバル     | 受賞       |
| 第60回ゴールデングローブ賞 | 外国語映画賞     |                          | 受賞       |
| 第15回ヨーロッパ映画賞     | 作品賞           |                          | 受賞       |
| 第15回ヨーロッパ映画賞     | 監督賞           | ペドロ・アルモドバル     | 受賞       |
| 第15回ヨーロッパ映画賞     | 脚本賞           | ペドロ・アルモドバル     | 受賞       |
| 第15回ヨーロッパ映画賞     | 男優賞           | ハビエル・カマラ         | ノミネート |
| 第15回ヨーロッパ映画賞     | 撮影賞           | ハビエル・アギーレサロベ | ノミネート |
| 第15回ヨーロッパ映画賞     | 観客賞（監督賞） | ペドロ・アルモドバル     | 受賞       |
| 第15回ヨーロッパ映画賞     | 観客賞（男優賞） | ハビエル・カマラ         | 受賞       |